# Foz-Calanda
Foz-Calanda es una localidad y municipio de España, en la provincia de Teruel, comunidad autónoma de Aragón, de la comarca del Bajo Aragón. Tiene un área de 38,16 km² .Cuenta con una población de 281 habitantes (INE 2024) y una densidad de 7,31 hab/km². 

## Geografía
Integrado en la comarca de Bajo Aragón, se sitúa a 127 kilómetros de la capital provincial. El término municipal está atravesado por la carretera  N-211  entre los pK 220 y 223, compartiendo trayecto con la  N-420 . 
El relieve del municipio está caracterizado por el río Guadalopillo, que forma la característica foz, y las sierras que lo circundan, al noroeste la Sierra de la Galga y al este la Sierra de Peñas Blancas. Por el sur se encuentra el barranco de la Val de la Piedra, que llega hasta el embalse de Calanda. El pico más destacado se conoce como Morrón y se encuentra al sureste, llegando a los 790 metros. La altitud oscila entre los 804 metros al suroeste y los 470 metros a orillas del Guadalopillo. El pueblo se alza a 496 metros sobre el nivel del mar. 
| Noroeste: Alcorisa | Norte: Calanda    | Noreste: Calanda                |
| Oeste: Alcorisa    |                   | Este: Calanda                   |
| Suroeste: Alcorisa | Sur: La Ginebrosa | Sureste: Calanda y La Ginebrosa |

## Historia
De los antiguos pobladores de la zona se han rastreado diversos testimonios en la Cueva Moreno, cercana a la villa, donde se localiza un interesante yacimiento de la época del Bronce Medio. Asimismo, destacables son los restos encontrados de época ibera. Es el caso de los hornos cerámicos de El Olmo y Mas de Moreno, localizados junto al margen del Guadalopillo, a 4 kilómetros de la población. Actualmente se encuentran en fase de excavación y pertenecen a la “Ruta de los Iberos”.
De su historia sabemos que tras la reconquista cristiana perteneció a la orden de Calatrava, pero sus propietarios fueron variando con el paso de los siglos, pasando de las manos de la orden a manos de diferentes familias.

En lo alto de la población se encuentra la iglesia parroquial de San Juan Bautista. Se trata de un elegante templo barroco, realizado casi por completo en mampostería, de tres naves, siendo la central de mayores dimensiones que las laterales, que actúan a modo de capillas comunicadas entre sí. Por su parte, integrada en la propia fachada, se alza la torre, con cuerpo superior octogonal de campanas realizado en ladrillo. Sobre la iglesia se encuentran dispersos los escasos restos que se conservan del antiguo castillo. La plaza mayor, localizada en el centro del casco urbano, alberga la casa consistorial, con la típica lonja de entrada y gran alero superior, y la capilla de San Roque, elevada sobre pilares de sillería. Otra de las obras más destacables de Foz es el antiguo horno alfarero, recientemente recuperado, que evidencia la extensa tradición alfarera del municipio, que ha dado hijos como el magnífico escultor Eleuterio Blasco Ferrer, de gran trayectoria internacional.
Igualmente, dentro de la arquitectura etnográfica, se conservan la antigua nevera o pozo de nieve y la balsa de piedra. En cuanto a la arquitectura religiosa de Foz, no podemos olvidarnos de la ermita de Santa Bárbara, realizada en el siglo XIX sobre el monte del Calvario, desde el que se puede admirar toda la población. O la ermita de Nuestra Señora de las Nieves, que se construye en 1979 sustituyendo a la antigua ermita que quedó oculta por las aguas del pantano.
Finalmente también existen interesantes muestras de patrimonio natural. Es el caso de parajes como la peña del Cucón o la Val de la Piedra, donde se alza una gran carrasca de 14 metros de altura y 32 metros de copa.

## Demografía
Foz-Calanda cuenta con una población de 281 habitantes (INE 2024).
| Gráfica de evolución demográfica de Foz-Calanda entre 1842 y 2021                                                                                                |
| |
| Población de derecho según los censos de población del INE Población de hecho según los censos de población del INEEn este censo se denominaba Foz Calanda: 1842 |

## Administración y política
| Período   | Alcalde                     | Partido     |  |
| --------- | --------------------------- | ----------- |  |
| 1979-1983 | Juan José Sancho Ballestero | UCD         |  |
| 1983-1987 | Miguel Celma Contel         | AP-PDP-UL   |  |
| 1987-1991 | Jaime Luis Moll Cardell     | PSOE-Aragón |  |
| 1991-1995 | Roman Milian Villanova      | PSOE-Aragón |  |
| 1995-1999 | J. Daniel Gimeno Moliner    | PSOE-Aragón |  |
| 1999-2003 | Víctor Milián Pueyo         | PSOE-Aragón |  |
| 2003-2007 | Ricardo Sancho Gimeno       | PSOE-Aragón |  |
| 2007-2011 | Ricardo Sancho Gimeno       | PSOE-Aragón |  |
| 2011-2015 | Marcelino Malo Martínez     | PSOE-Aragón |  |
| 2015-2019 | Héctor Puig Faci            | PSOE-Aragón |  |
| 2019-     | Xavier Tarzán Cuartielles   | PSOE-Aragón |  |

| Partido político    | Partido político                                   | 1979   | 1983   | 1987   | 1991   | 1995   | 1999   | 2003   | 2007   | 2011   | 2015   | 2019   |
| Partido político    | Partido político                                   | Ediles | Ediles | Ediles | Ediles | Ediles | Ediles | Ediles | Ediles | Ediles | Ediles | Ediles |
|                     | Partido de los Socialistas de Aragón (PSOE-Aragón) | —      | 3      | 4      | 3      | 4      | 3      | 6      | 6      | 3      | 7      | 4      |
|                     | Partido Popular de Aragón (PP)                     | —      | 4      | 3      | 4      | 3      | 2      | 1      | 1      | 2      | —      | 1      |
|                     | Partido Aragonés (PAR)                             | —      | —      | —      | —      | —      | —      | —      | —      | 2      | —      | 0      |
|                     | Unión de Centro Democrático (UCD)                  | 7      | —      | —      | —      | —      | —      | —      | —      | —      | —      | —      |
| Total de concejales | Total de concejales                                | 7      | 7      | 7      | 7      | 7      | 5      | 7      | 7      | 7      | 7      | 5      |

## Personas destacadas
- Eleuterio Blasco Ferrer, pintor y escultor
- Margarita Nuez,  diseñadora de moda